# Limonium
Limonium Mill., 1754  è un genere di piante della famiglia delle Plumbaginacee, volgarmente chiamate statice o limonio.

## Descrizione

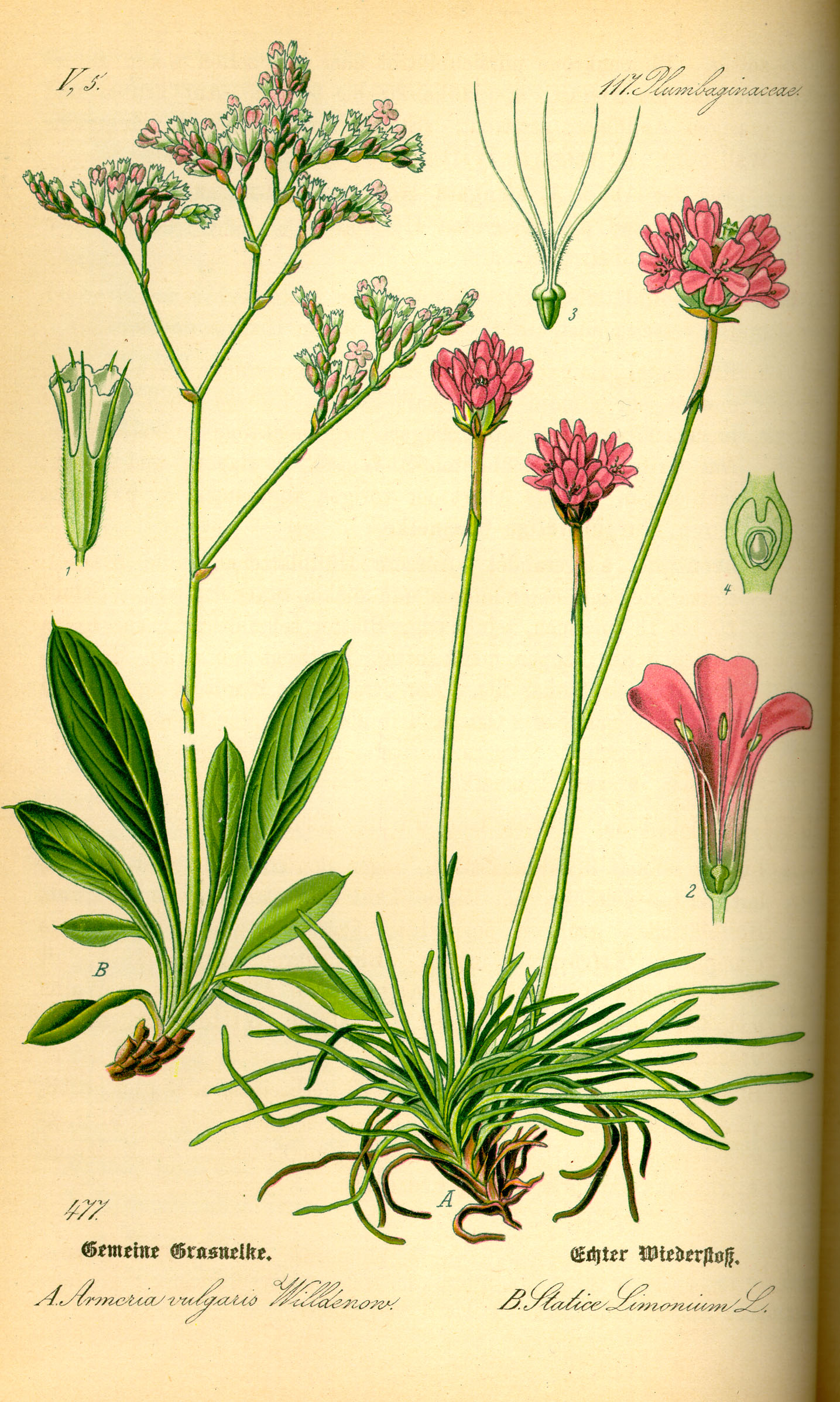
Tavola botanica di Limonium vulgare

La maggior parte delle specie attribuite a questo genere è di piante erbacee perenni, dotate di rizoma, alte da 10 a 70 cm. Poche specie sono erbe annuali o, all'opposto, veri e propri arbusti fino a 2 m d'altezza.
Le foglie sono semplici, intere o lobate; la loro grandezza varia fortemente a seconda della specie.
I fiori sono riuniti in infiorescenze vistose, di colore rosa, purpureo o violetto, più raramente bianco, giallo o azzurro. I singoli fiori sono piccoli (max 1 cm), regolari, dotati di 5 petali, 5 sepali e 5 stami.
Il frutto è una piccola capsula contenente un solo seme.

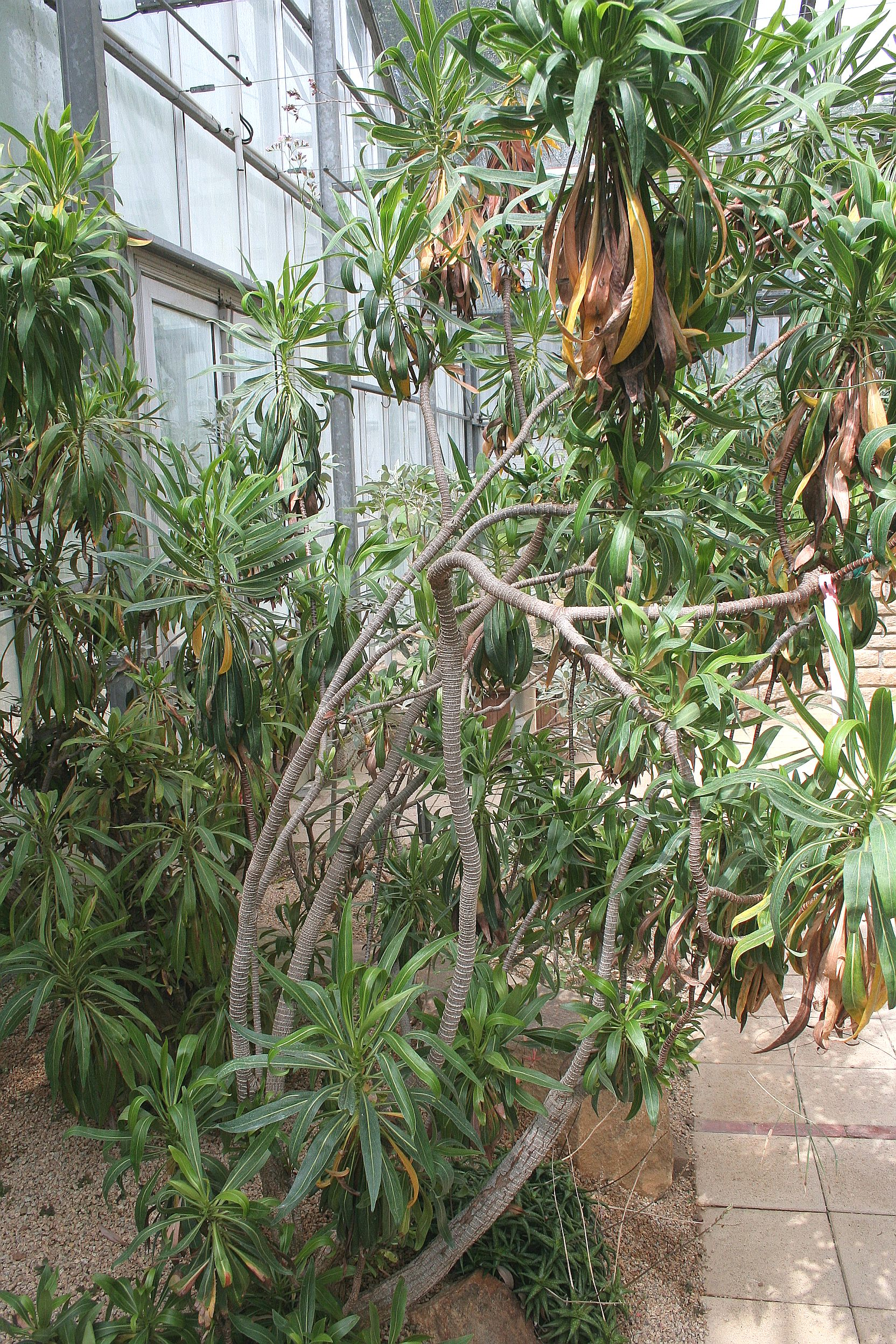
Pochissime specie di Limonium (qui Limonium dendroides) hanno l'aspetto di alberetti

## Distribuzione e habitat
Il genere Limonium ha una distribuzione molto ampia, essendo rappresentato in quasi tutto il mondo. Il maggior numero di specie è concentrato in una fascia che, partendo dalle Isole Canarie, avvolge il Mar Mediterraneo e si estende all'Asia centrale.
Molte specie di Limonium sopportano o prediligono suoli ricchi di sale e quindi crescono in prossimità delle coste del mare - addirittura in qualche caso (p.es. Limonium bellidifolium) sulle spiagge inondate periodicamente dalla marea - o in paludi salmastre, in terreni salini dell'interno, su suoli ricchi di gesso o fortemente alcalini.
Tra le specie di Limonium, si annoverano moltissimi endemismi di aree ristrette.

### Distribuzione in Italia
In Italia sono spontanee numerose specie di Limonium (Altervista  ne elenca circa 80), perlopiù limitate ad aree ristrette o piccole isole. Solo 18 specie sono presenti in più di una regione.
In genere, esse sono limitate alle coste e non si spingono oltre i 5–15 m sopra il livello del mare. Esistono però anche alcune specie che penetrano nell'entroterra, a quote non elevate. Solo in Sardegna ci sono Limonium che risalgono le pendici montane fino a circa 1000 m (Limonium hermaeum, Limonium morisianum).

## Tassonomia
Il genere comprende oltre 600 specie.
Le specie italiane presenti in più di una regione sono:
1. Limonium amynclaeum (coste del Mar Tirreno dalla Toscana alla Campania)
2. Limonium avei (coste di Liguria e Sardegna, dubbia la presenza lungo le coste della Sicilia e della Puglia)
3. Limonium bellidifolium (coste dell'Adriatico e del Tirreno)
4. Limonium densiflorum (coste di Toscana, Sicilia e Sardegna)
5. Limonium densissimum (coste di Friuli, Veneto e Sicilia)
6. Limonium divaricatum (coste di Sardegna e Sicilia)
7. Limonium dubium (coste di Sardegna e Sicilia)
8. Limonium echioides (coste di Sardegna, Sicilia e Puglia)
9. Limonium glomeratum (coste di Sardegna e Sicilia)
10. Limonium longispicatum (coste di Sardegna, Sicilia e Puglia)
11. Limonium minutiflorum (coste di Sicilia e Calabria)
12. Limonium multiforme (coste del Tirreno dalla Toscana alla Campania)
13. Limonium narbonense (coste di tutta Italia)
14. Limonium pignattii (coste di Sardegna e Sicilia)
15. Limonium remotispiculum (coste di Campania, Basilicata, Calabria)
16. Limonium serotinum (coste di tutta Italia)
17. Limonium sinuatum (coste ed entroterra di Sardegna, Sicilia e Calabria)
18. Limonium virgatum (coste ed entroterra di diverse regioni dal Friuli alla Sicilia)

Per quanto riguarda le specie presenti in Italia con diffusione limitata a una sola regione (spesso - ma non sempre - endemiche), la stessa fonte fornisce il seguente elenco:
- Calabria: Limonium calabrum

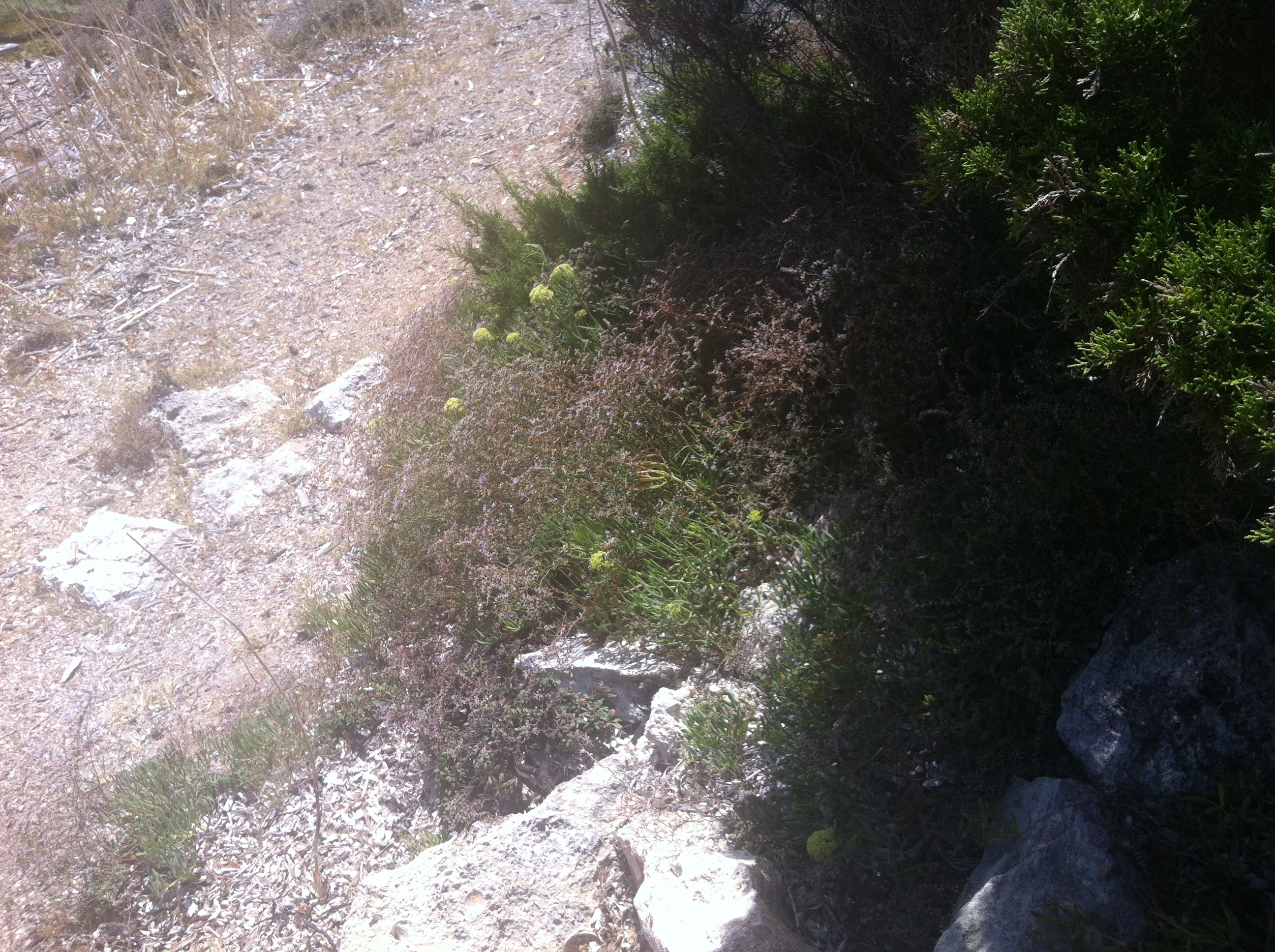
Limonium planesiae, specie endemica dell'isola di Pianosa

- Campania: Limonium cumanum, Limonium inarimense, Limonium johannis, Limonium tenoreanum
- Lazio: Limonium circaei, Limonium pondatariae, Limonium pontium
- Liguria: Limonium cordatum
- Puglia: Limonium cancellatum, Limonium japygicum, Limonium peucetium
- Sardegna: Limonium acutifolium, Limonium articulatum, Limonium contortirameum, Limonium dictyocladum, Limonium dolcheri, Limonium hermaeum, Limonium laetum, Limonium lausianum, Limonium merxmuelleri, Limonium morisianum, Limonium nymphaeum, Limonium racemosum, Limonium sardoum, Limonium tenuifolium, Limonium tribulatium, Limonium turritanum
- Sicilia: Limonium algusae, Limonium albidum, Limonium bocconei, Limonium bonduellei, Limonium catanense, Limonium catanzaroi, Limonium cosyrense, Limonium flagellare, Limonium furnarii, Limonium hyblaeum, Limonium intermedium, Limonium ionicum, Limonium lilybaeum, Limonium lopadusanum, Limonium mazarae, Limonium pachynense, Limonium panormitanum, Limonium parvifolium, Limonium ponzoi, Limonium salinuntinum, Limonium secundirameum, Limonium sibthorpianum, Limonium syracusanum, Limonium tenuiculum
- Toscana: Limonium argentarium, Limonium dianium, Limonium doriae, Limonium gorgonae, Limonium herculis, Limonium ilvae, Limonium planesiae, Limonium savianum, Limonium sommierianum, Limonium trojae
- Veneto : Limonium vulgare.